# Lars Bender
Lars Bender (Rosenheim, Baviera, 27 de abril de 1989) es un exfutbolista y entrenador alemán que jugaba de centrocampista. Desde enero de 2025 dirige al SV Wacker Burghausen.
Es el hermano gemelo de Sven Bender. Los dos están patrocinados por Adidas.

## Trayectoria

### 1860 Múnich
Nació en Rosenheim, Baviera. Es el hermano gemelo de Sven Bender, actual jugador del Bayer 04 Leverkusen. Se formó en las divisiones menores del1860 Múnich antes de debutar profesionalmente en la segunda división del fútbol alemán durante la temporada 2006-07.
En esa campaña ganó el Fritz-Walter Trophy, por sobre su hermano Sven y Marko Marin del Borussia Mönchengladbach. En las tres temporadas que disputó con el conjunto bávaro, jugó un total de 63 partidos y marcó cuatro goles.

### Bayer Leverkusen
El 18 de agosto de 2009 firmó un contrato de tres años con el Bayer 04 Leverkusen de la primera división (ese año su hermano Sven fue traspasado al Borussia Dortmund). El 6 de noviembre, convirtió su primera anotación en la Bundesliga frente al Eintracht Frankfurt. En la temporada 2010-11, se esperaba que fuera la cuarta opción como volante central en el Leverkusen, debido a la llegada del veterano y reconocido capitán de la selección alemana, Michael Ballack. Sin embargo, la campaña 2011-12 resultó ser muy favorable y exitosa para Lars, quien jugó en buena forma de menos a más y se aseguró un lugar entre los regulares. Su primer tanto en 2011 lo convirtió en el arco del Wolfsburgo en la victoria por 3-0, tras un potente disparó de 20 metros. Fue titular en todos los partidos de la fase de grupos de la Liga de Campeones de la UEFA y marcó su primer gol en una competición europea en el triunfo por 2-0 ante el KRC Genk en el BayArena.
El 21 de diciembre de 2020 el club anunció que no renovaría su contrato que expiraba al final de la temporada y que se retiraría al término de la misma.

### Selección nacional

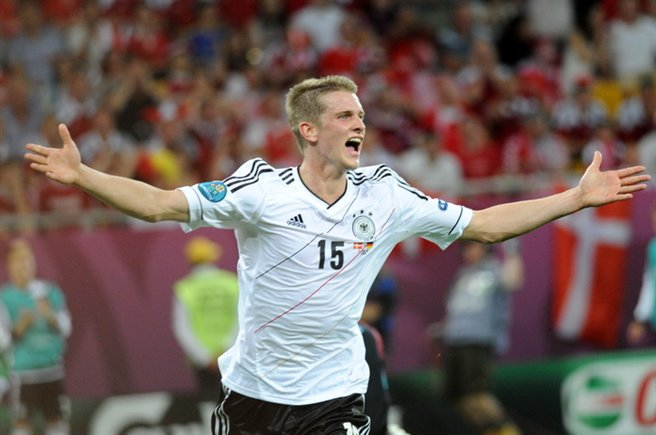
Bender en la selección nacional

Fue parte de la selección nacional Alemana sub-19 que ganó el campeonato europeo sub-19 de la UEFA.
Fue llamado para el equipo absoluto en septiembre de 2011, debutando como sustituto para su compañero del Leverkusen Simon Rolfes en un empate 2-2 con Polonia.
Fue elegido parte del equipo alemán para la Eurocopa 2012. Fue el sustituto en la victoria alemana 1-0 contra Portugal en el primer partido del grupo B. Luego volvió a ser sustituto en la segunda victoria alemana 1-0 contra Países Bajos.
Salió de titular en el tercer partido de Alemania, la victoria 2-1 contra Dinamarca. En el último partido del grupo B él anotó el gol que dejó el resultado en 2-1 (a favor de los alemanes).
El 8 de mayo de 2014 fue incluido en la lista preliminar de 30 jugadores por el entrenador Joachim Löw con miras a la fase final del torneo en Brasil.

## Clubes

### Como jugador
| Club                   | País     | Año       | Partidos | Goles |
| ---------------------- | -------- | --------- | -------- | ----- |
| TSV 1860 Múnich II     | Alemania | 2006-2007 | 6        | 1     |
| TSV 1860 Múnich        | Alemania | 2006-2009 | 64       | 4     |
| Bayer 04 Leverkusen II | Alemania | 2009-2011 | 3        | 0     |
| Bayer 04 Leverkusen    | Alemania | 2009-2021 | 342      | 27    |

### Como entrenador
| Club                 | País     | Año   |
| -------------------- | -------- | ----- |
| SV Wacker Burghausen | Alemania | 2025- |

## Palmarés

### Títulos internacionales
| Título           | Equipo                | Sede            | Año  |
| ---------------- | --------------------- | --------------- | ---- |
| Europeo sub-19   | Selección de Alemania | República Checa | 2008 |
| Juegos Olímpicos | Selección de Alemania | Río de Janeiro  | 2016 |